# باروزارو

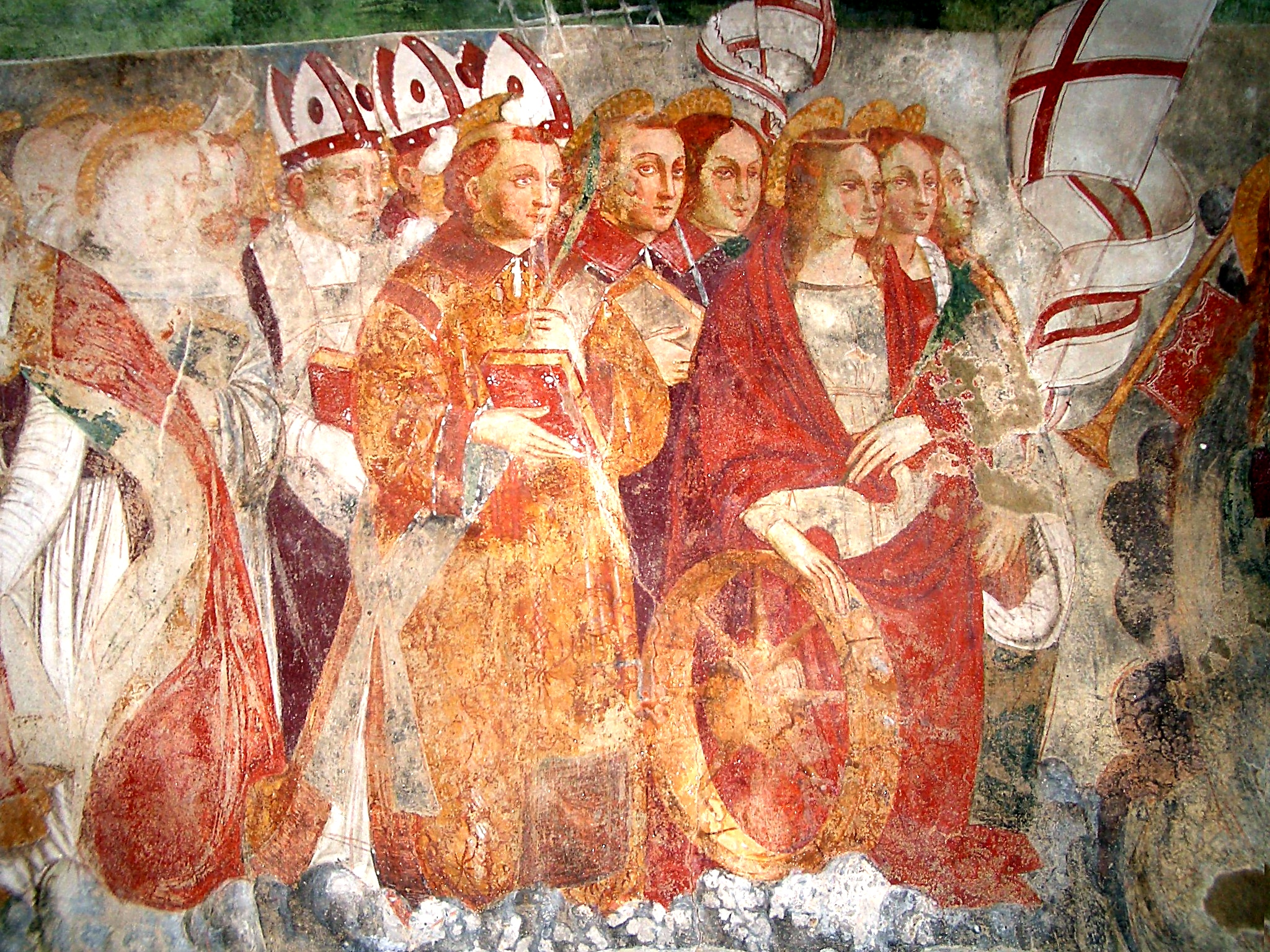
تفاصيل لوحة جدارية يوم القيامة في كنيسة سان مارسيلو ، منسوبة إلى سبرينديو كاغنولا.

باروزارو هي بلدية (بلدية) في مقاطعة نوفارا في منطقة بيدمونت الإيطالية ، وتقع على بعد حوالي 100 كيلومتر (62 ميل) شمال شرق تورينو وحوالي 30 كيلومتر (19 ميل) شمال نوفارا .
وتقع باروزارو على حدود البلديات التالية: Arona و Gattico-Veruno و Invorio و Oleggio Castello . وهذة البلدية هي موطن لكنيسة سان مارسيلو الرومانية (أواخر القرن العاشر وأوائل القرن الحادي عشر).و توجد دورة جدارية لفنانين محليين من القرنين الخامس عشر والسادس عشر في الكنيسة.